# I Accuse My Parents
I Accuse My Parents ist ein US-amerikanisches Filmdrama von Sam Newfield aus dem Jahr 1944.

## Handlung
Der 19-jährige James Wilson, genannt Jimmy, steht vor Gericht; er ist angeklagt, einen Mann ermordet zu haben. Bisher hat er sich nicht verteidigt. Der Richter gibt ihm eine letzte Chance, seinen Fall darzustellen, und Jimmy erklärt dem Richter, seine Eltern für seine Taten verantwortlich machen zu wollen, da sie ihm nie Zeit und Aufmerksamkeit gewidmet haben. Er beginnt mit seiner Erklärung.
Jimmy ist ein guter Schüler. Als er eines Tages einen Aufsatzwettbewerb gewinnt, in dem er seine Vorstellung einer idealen Familie umschreibt, ist die Lehrerin angetan und lädt seine Mutter zum nächsten Elterntreffen ein. Jimmy selbst stellt sein Elternhaus in der Schule als perfekt dar. In Wirklichkeit sind seine Eltern selten zu Hause, streiten sich oft, sprechen von Scheidung und suchen zu häufig die Flucht in den Alkohol und ins Glücksspiel. Seine Mutter erscheint schließlich betrunken zum Elterntreffen und blamiert Jimmy so entsetzlich.
Nach Ende der Schulzeit beginnt Jimmy, als Verkäufer in einem Schuhladen zu arbeiten. Seine erste Kundin ist die attraktive Nachtclubsängerin Kitty Reed, die ihre gekauften Schuhe von ihm nach Hause bringen lässt. Beide reden bis tief in die Nacht, wobei Jimmy der als Scheidungskind aufgewachsenen Kitty sein Leben mit seinen Eltern als perfekt darstellt. Zudem gibt er vor, ein Sohn reicher Eltern zu sein und der Arbeit als Schuhverkäufer nur testweise nachzugehen. Er verlässt Kitty erst, als sie arbeiten geht. Ihre Mitbewohnerin Vera Moore warnt sie vor einer Beziehung mit Jimmy, wisse Kitty doch, dass ihr Boss Charles Blake sie liebt und für sich beansprucht.
Da seine Eltern lieber mit Freunden feiern gehen, als den Geburtstag ihres Sohne in der Familie zu verbringen, begibt sich Jimmy am Vorabend seines Geburtstages in Kittys Nachtclub, wo er sie singen sieht und später mit ihr tanzt. Er lernt hier auch Charles Blake kennen. Blake weist Kitty an, Jimmy für ihn gefügig zu machen, könne er bei seinen Geschäften doch einen jungen Mann wie Jimmy gebrauchen. Kitty jedoch warnt Jimmy indirekt vor Blake, der in illegale Machenschaften verwickelt ist. Blake bietet ihm später an, ihn bei Geldsorgen mit schneller Arbeit versorgen zu können. Tatsächlich bringt schon der erste Abend mit Kitty Jimmy in finanzielle Verlegenheit, kann er die Rechnung am Ende doch nicht zahlen. Blake springt ein. Bald erledigt Jimmy für Blake kleine Botengänge, bringt Päckchen von einem Ort zu anderen und überbringt Briefe. Vom Geld, das er von Blake erhält, macht er Kitty Geschenke. Ihre Nachfragen wimmelt er ab; auch Blake dementiert, dass er mit Jimmy zusammenarbeite. Jimmys Mutter macht sich zwar Sorgen, dass ihr Sohn nachts häufig unterwegs ist, redet jedoch nicht mit ihrem Sohn darüber.
Eines Tages erfährt Blake, dass sein Versteck für wertvolle Ware von der Polizei entdeckt wurde. Zudem hört er, wie Jimmy sich am Telefon mit Kitty verabredet. Er zwingt Kitty dazu, Jimmy zu verlassen; Jimmy wiederum wird von ihm in einer riskanten Aktion als Fahrer eingesetzt, bei der die wertvolle Ware vor dem Zugriff der Polizei gerettet werden soll. Bei der Aktion kommt es zu einer Schießerei und Jimmy erkennt, dass er in illegale Machenschaften verwickelt ist. Er versucht vergeblich, seine Eltern zu erreichen, die mal wieder außer Haus sind. Auch Kitty lässt sich verleugnen, sodass Jimmy übereilt aus der Stadt verschwindet. Er findet Unterschlupf beim alten Al Frazier, der ihn in seinem Café einstellt. Nach zwei Monaten entschließt sich Jimmy, mit Kitty und Blake reinen Tisch zu machen. Kitty gesteht ihm, dass sie ihn noch immer liebt und ihn nur auf Blakes Geheiß hin abgewiesen hatte. Jimmy alarmiert die Polizei und begibt sich zu Blake, den er auffordert, sich mit ihm gemeinsam zu stellen. Blake zieht eine Pistole, aus der sich im folgenden Gerangel ein Schuss löst. Blake stirbt.
Jimmy beendet seine Ausführungen vor Gericht. Er wird vom Mordvorwurf freigesprochen und erhält fünf Jahre Gefängnis für seine Zusammenarbeit mit Blake, die auf zwei Jahre auf Bewährung ausgesetzt werden. Bis zu seinem 21. Lebensjahr muss er unter der Obhut seiner Eltern bleiben. Kitty fällt Jimmy erleichtert um den Hals. Der Richter schließt seine Ausführungen mit einer Warnung an alle Eltern, ihre Kinder nicht zu vernachlässigen, da Jimmy auch ihr Kind hätte sein können.

## Produktion
I Accuse My Parents wurde im Juli 1944 gedreht. Die Filmbauten stammen von Harry Reif. Mary Beth Hughes singt im Film die Lieder Are You Happy In Your Work?, Love Came Between Us und Where Can You Be. Die Lieder schrieben Ray Evans und Jay Livingston. 
I Accuse My Parents erlebte am 4. November 1944 seine Premiere; am 15. Dezember 1944 erhielt der Film einen Copyright-Eintrag. Der Abspann kündigte an, dass der Film zudem in verschiedenen Kampfgebieten des Zweiten Weltkriegs in Übersee „mit freundlicher Empfehlung der amerikanischen Filmindustrie“ („with the compliments of the American motion picture industry“) gezeigt werden wird. Der Film lief am 25. Juni 1945 in den britischen und am 27. Oktober 1945 in den US-amerikanischen Kinos an. Die Comedy-Fernsehreihe Mystery Science Theater 3000 (MST3K) stellte den Film am 4. September 1993 vor, wobei er im Stil der Reihe humoristisch kommentiert wurde. Die MST3K-Version des Films wurde im Oktober 1997 auf Video und im März 2002 auf DVD veröffentlicht.